# Sửa đổi lối làm việc
Sửa đổi lối làm việc là một cuốn sách được Hồ Chí Minh sáng tác năm 1947 với bút danh X.Y.Z, cuốn sách được đánh giá là "một cuốn sách giáo khoa có nội dung sâu sắc, toàn diện về giáo dục, rèn luyện đội ngũ cán bộ cách mạng của Đảng, của Nhà nước ta".

## Lịch sử
Tháng 3 năm 1947, Chủ tịch Hồ Chí Minh gửi thư cho các tổ chức Đảng Cộng sản Việt Nam, đề cập đến căn bệnh chủ nghĩa cá nhân, và biện pháp đấu tranh chống chủ nghĩa cá nhân. Tuy nhiên, khi kiểm tra đánh giá thực tế, Người thấy ở nhiều nơi, biểu hiện của chủ nghĩa cá nhân không được nhắc nhở, việc thực hiện không nghiêm túc.
Hồ Chí Minh bắt đầu vào viết cuốn Sửa đổi lối làm việc trong thời gian chuẩn bị Chiến dịch Thu Đông, đến tháng 10 năm 1947 thì ông hoàn thành tác phẩm, với bút danh X.Y.Z.

## Nội dung
Cuốn sách được chia làm sáu phần: 
- Phê bình và sửa chữa
- Mấy điều kinh nghiệm
- Tư cách và đạo đức cách mạng
- Vấn đề cán bộ
- Cách lãnh đạo
- Chống thói ba hoa